# Eryngium pusillum
Espèce
Synonymes
- Eryngium barrelieri Boiss.[1]
- Eryngium pusillum Desf.[1]

Eryngium pusillum, de son nom vernaculaire le Panicaut nain de Barrelier, est une espèce de panicaut du genre Eryngium, présent en Algérie, en Tunisie, en Italie, en Sicile et en Sardaigne, et dans le sud de la Corse en France. Il est synonyme de Eryngium barrelieri,.